# Bludov (Boêmia Central)
Bludov é uma comuna checa localizada na região da Boêmia Central, distrito de Kutná Hora.